# Рокитнянська діброва
Рокитня́нська Дібро́ва — ботанічний заказник місцевого значення в Україні. Розташований у межах Костопільського району Рівненської області, на території Пісківської сільської ради. 
Площа 54 га. Створений рішенням Рівненського облвиконкому № 213 від 13.10.1993 року. Перебуває у віданні ДП «Костопільський лісгосп» (Костопільське л-во, кв. 42). 
До складу деревостану входять дуб, береза, граб, вільха, верба козяча. Трапляються дуби віком 220-250 років. Підлісок — ліщина, бруслина бородавчаста. Трав'яний покрив рідкотравний. Виявлений реліктовий центральноєвропейський вид — осока затінкова, занесена до Червоної книги України, та малопоширений вид — грушанка зеленоцвіта.